# Guevea de Humboldt
Guevea de Humboldt là một đô thị thuộc bang Oaxaca, México. Năm 2005, dân số của đô thị này là 5283 người.